# Paul Gallico

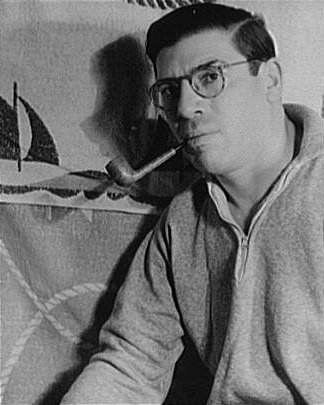
Paul Gallico, 1937

Paul William Gallico (* 26. Juli 1897 in New York, New York; † 15. Juli 1976 in Antibes, Frankreich) war ein US-amerikanischer Schriftsteller.

## Leben
Paul Gallico wurde in New York als Sohn der österreichischen Violinistin Hortense Erlich und des italienischen Komponisten, Musiklehrers und Pianisten Paolo Gallico geboren, die 1895 in die Neue Welt ausgewandert waren. Als Jugendlicher unternahm er mit seinen Eltern mehrere Reisen nach Europa.
1916 begann Gallico ein Studium an der Columbia University, das er 1921 mit dem akademischen Grad eines Bachelor of Science abschloss, nachdem er zuvor noch anderthalb Jahre als Soldat am Ersten Weltkrieg teilgenommen hatte. Danach arbeitete er als Journalist für das National Board of Motion Picture Review, sechs Monate später als Filmkritiker bei New York Daily News, später in der Sportredaktion und ab 1923 hatte er dort eine eigene Kolumne. So wurde er einer der bekanntesten und höchstbezahlten US-Sportberichterstatter, der, um die nötige Sachkenntnis zu erlangen, selbst zahlreiche Sportarten ausübte.
In den 30er Jahren wandte er sich zunehmend vom Sport ab und verfasste Kurzgeschichten, von denen viele in der Saturday Evening Post erschienen. Viele seiner Erzählungen und Romane wurden später für Kino und TV verfilmt. Von 1943 bis 1946 arbeitete er als Kriegsberichterstatter, um den Rest seines Lebens als freier Schriftsteller zu verbringen, der abwechselnd in Großbritannien, Mexiko, Liechtenstein und Monaco lebte. Inspiriert von seiner Kindergeschichte The Snow Goose, nahm die englische Rockband Camel 1975 ein gleichnamiges Album auf.
Paul Gallico war viermal verheiratet und hinterließ mehrere Kinder. Er starb am 15. Juli 1976 in Antibes elf Tage vor Vollendung seines 79. Lebensjahres.
Gallico war Begründer des traditionsreichen amerikanischen Amateur-Boxturniers Golden Gloves, das unter anderem so bekannte Sieger wie Joe Louis, Muhammad Ali oder Óscar de la Hoya hervorbrachte. 2009 fand der Schriftsteller Aufnahme in die International Boxing Hall of Fame.

## Auszeichnungen und Ehrungen
- 1941 O. Henry-Preis für „Best First-Published Story“ (The Snow Goose)
- 1943 Oscar-Nominierung für die beste Originalgeschichte (The Pride of the Yankees)

## Werke

### Romane und Erzählungen
- Farewell to Sport, 1938
- Adventures of Hiram Holliday, 1939
- The Secret Front, 1940
- The Snow Goose, 1941 (dt. Die Schneegans.)
- Golf Is a Friendly Game, 1942
- Lou Gehrig: Pride of the Yankees, 1942
- Selected Stories of Paul Gallico, 1944
- The Lonely, 1947 (dt. Ferien mit Patricia.)
- Confessions of a Story Writer, 1948
- Jennie, 1950 (dt. Meine Freundin Jennie.)
- The Small Miracle, 1951 (dt. Pepino oder das kleine Wunder; auch Das kleine Wunder.)
- Trial by Terror, 1952 (dt. Kein Anruf aus Wien.)
- Snowflake, 1952 (dt. Schneeflocke.)
- The Foolish Immortals, 1953 (dt. Jahrmarkt der Unsterblichkeit.)
- Love of Seven Dolls, 1954 (dt. Kleine Mouche.)
- Ludmilla. A Legend of Liechtenstein, 1955
- Thomasina, 1957 (dt. Die rote Lori.)
- Flowers for Mrs. Harris, 1958 (dt. Ein Kleid von Dior. 1959.)
- The Steadfast Man, 1958 (dt. Glocke über Irland. Das Leben des heiligen Patrick.)
- Too Many Ghosts, 1959 (dt. Immer diese Gespenster!)
- The Hurricane Story, 1959
- Mrs. Harris Goes to New York, 1960 (dt. Der geschmuggelte Henry. 1959.)
- Confessions of a Story Teller, 1961
- Scruffy, 1962 (dt. Die Affen von Gibraltar.)
- Coronation, 1962
- Love, Let Me not Hunger, 1963 (dt. Die spanische Tournee.)
- Three Stories, 1964
- The Hand of Mary Constable, 1964 (dt. Die Hand von drüben.)
- The Silent Miaow, 1964 (dt. Tyrann auf sanften Pfoten; auch: Miau sagt mehr als tausend Worte.)
- Mrs. Harris, M.P., 1965 (dt. Freund mit Rolls-Royce.)
- The Golden People, 1965
- The Man Who Was Magic, 1966 (dt. Adam der Zauberer.)
- The Story of Silent Night, 1967
- The Revealing Eye, 1967
- Gallico Magic, 1967
- The Poseidon Adventure, 1969 (dt. Schiffbruch; auch: Der Untergang der Poseidon.)
- Matilda, 1970 (dt. K. O. Matilda.)
- The Zoo Gang, 1971
- Honourable Cat, 1972
- The Boy Who Invented the Bubble Gun, 1974 (dt. Julian und die Seifenblasen.)
- Mrs. Harris Goes to Moscow, 1974 (dt. Mrs. Harris fliegt nach Moskau.)
- Miracle in the Wilderness, 1975

### Kinder- und Jugendliteratur
- The Day the Guinea-Pig Talked, 1963 (dt. Der Tag an dem das Meerschweinchen reden konnte. Illustrationen von Horst Lemke. Übersetzt von Adolf Himmel. S. Mohn Verlag, 1965, DNB 451424824)
- The Day Jean-Pierre Was Pignapped, 1964 (dt. Der Tag, an dem das Meerschweinchen entführt wurde. Illustrationen von Horst Lemke. Übersetzt von Adolf Himmel. S. Mohn Verlag, 1966, DNB 456695613)
- The Day Jean-Pierre Went Round the World, 1965 (dt. Der Tag an dem das Meerschweinchen um die Welt flog. Illustrationen von Horst Lemke. Übersetzt von Adolf Himmel. S. Mohn Verlag, 1967, DNB 456695621)
- Manxmouse, 1968 (dt. Vom mutigen Manxmaus-Mäuserich. Illustrationen von Horst Lemke. Übersetzt von Adolf Himmel. Bertelsmann Jugendbuchverlag, 1970, DNB 456695966)
- The Day Jean-Pierre Joined the Circus, 1969 (dt. Der Tag, an dem das Meerschweinchen zum Zirkus ging. Illustrationen von Horst Lemke. Übersetzt von Adolf Himmel. Bertelsmann Jugendbuchverlag, 1972, ISBN 3-570-07439-0)

## Verfilmungen (Auswahl)
- 1942: Der große Wurf (The Pride of the Yankees) unter der Regie von Sam Wood, mit Gary Cooper, Teresa Wright, Babe Ruth, Walter Brennan u. a.
- 1945: Urlaub für die Liebe (The Clock) unter der Regie von Vincente Minnelli, mit Judy Garland, Robert Walker, James Gleason u. a.
- 1951: Peppino und Violetta (The Small Miracle) unter der Regie von Maurice Cloche und Ralph Smart, mit Vittorio Manunta, Denis O’Dea, Nerio Bernardi u. a.
- 1952: Budapest antwortet nicht (Assignment – Paris!)  unter der Regie von Robert Parrish, mit Dana Andrews, Märta Torén, Herbert Berghof u. a.
- 1953: Lili unter der Regie von Charles Walters, mit Leslie Caron, Mel Ferrer, Jean-Pierre Aumont, Zsa Zsa Gabor u. a.
- 1958: Ein wunderbarer Sommer (Kinder der Berge) unter der Regie von Georg Tressler, mit Barbara Rütting, Maximilian Schell, Heinrich Gretler u. a.
- 1958: König der Spaßmacher (Merry Andrew) unter der Regie von Michael Kidd, mit Danny Kaye, Pier Angeli, Salvatore Baccaloni u. a.
- 1958: Next to No Time  unter der Regie von Henry Cornelius, mit Kenneth More, Betsy Drake, Harry Green, Ferdy Mayne u. a.
- 1959: Der große Schwindler (The Big Operator) unter der Regie von Charles F. Haas, mit Mickey Rooney, Steve Cochran, Mamie Van Doren u. a.
- 1964: Die drei Leben von Thomasina (The Three Lives of Thomasina) unter der Regie von Don Chaffey, mit Patrick McGoohan, Susan Hampshire, Karen Dotrice u. a.
- 1972: Die Höllenfahrt der Poseidon
- 1978: Feuer aus dem All unter der Regie von Jerry Jameson mit Joanna Miles und Richard Crenna
- 1978: Mathilda... schlägt alle K.O (Matilda)  unter der Regie von Daniel Mann, mit Elliott Gould, Clive Revill, Harry Guardino u. a.
- 1979: Jagd auf die Poseidon
- 1982: Ein Kleid von Dior, Fernsehfilm mit Inge Meysel
- von 1982 bis 1991 spielte Inge Meysel in Mrs. Harris, sechs deutschen Fernsehfilmen, die von Gallico geschaffene Figur der Londoner Putzfrau Ada Harris[1]
- 1989: The Adventures of Manxmouse  unter der Regie von Hiroshi Saitô
- 2005: Der Poseidon-Anschlag
- 2006: Poseidon
- 2022: Mrs. Harris und ein Kleid von Dior (Mrs. Harris Goes to Paris) mit Lesley Manville in der Titelrolle